# Vrbičany (ort i Tjeckien, Mellersta Böhmen)
Vrbičany är en ort i Tjeckien.   Den ligger i regionen Mellersta Böhmen, i den nordvästra delen av landet, 40 km nordväst om huvudstaden Prag. Vrbičany ligger 311 meter över havet och antalet invånare är 199.
Terrängen runt Vrbičany är platt åt sydost, men åt nordväst är den kuperad. Runt Vrbičany är det tätbefolkat, med 343 invånare per kvadratkilometer. Närmaste större samhälle är Kladno, 19,4 km söder om Vrbičany. Trakten runt Vrbičany består till största delen av jordbruksmark.